# Adolf Abicht (Landrat)
Adolf Abicht (* 17. März 1872 in Oels, Provinz Schlesien; † 23. Februar 1938 in Freiburg im Breisgau) war ein preußischer Verwaltungsjurist und Landrat im Kreis Alfeld (1899–1900) und im Kreis Marienwerder (1906–1919).

## Leben
Abicht studierte Rechtswissenschaften in Göttingen und Berlin. Er begann seinen beruflichen Werdegang im Jahr 1893 als Gerichtsreferendar in Einbeck, Göttingen und Berlin. 1896 war er Regierungsreferendar bei der Regierung und dem Landratsamt in Aurich sowie bei der Stadtverwaltung in Leer (Ostfriesland). 1899 war er als Regierungsassessor bei der Ministerial- und Baukommission sowie im Polizeipräsidium in Berlin beschäftigt. Ab November 1899 bis Oktober 1900 war er Vertreter des Landrates in Alfeld (Leine). Im Jahr 1903 war er bei der Regierung in Marienwerder beschäftigt und ab 23. April 1906 amtierte Abicht als kommissarischer Landrat in Marienwerder/Westpr.

## Schriften
- Ein Beitrag zur Lehre vom Erbvertrag. Dissertation. Univ. Göttingen, 1893. (SBB StaBiKat)